# Linia kolejowa nr 828
Linia kolejowa 828 – pierwszorzędna, jednotorowa, niezelektryfikowana linia kolejowa, łącząca rozjazdy numer 207 i 572 na stacji Kostrzyn. W obręb tej linii wchodzi tor numer 100.

## Charakterystyka techniczna
Linia w całości jest klasy C2, maksymalny nacisk osi wynosi 196 kN dla lokomotyw oraz wagonów, a maksymalny nacisk liniowy wynosi 69 kN (na metr bieżący toru). Linia wyposażona jest w elektromagnesy samoczynnego hamowania pociągów. Linia podlega pod obszary konstrukcyjne ekspozytury Centrum Zarządzania Linii Kolejowych Poznań, a także pod Zakład Linii Kolejowych Zielona Góra. Zarówno prędkość maksymalna, jak i konstrukcyjna, wynoszą 40 km/h.